# Hermelin-Verlag Dr. Paul Schöps
Der Hermelin-Verlag Dr. Paul Schöps war ein Verlag in Leipzig von 1937 bis 1987.

## Geschichte
Der Pelzwarenhändler Dr. Paul Schöps gründete 1937 den Verlag Dr. Paul Schöps in Leipzig, möglicherweise nach einer Übernahme eines Vorgängerunternehmens. 1938 oder 1942 übernahm er auch den Hermelin-Verlag in Wien und verlegte diesen nach Leipzig. (Es ist bisher nicht bekannt, ob dies nach Arisierungen jüdischer Unternehmen erfolgte.)
Er gab verschiedene Literatur und Zeitschriften zur Pelztierzüchtung und angrenzenden Sachgebieten heraus und eröffnete eine Filiale in Zürich.  1944 musste er die Verlagstätigkeiten einstellen.
Um 1946 erhielt Paul Schöps eine der ersten Lizenzen der sowjetischen Militäradministration zur Eröffnung des Hermelin-Verlags Dr. Paul Schöps in Leipzig in der Nicolaistraße 28–31, mit einer Filiale in Berlin-Charlottenburg in der Mommsenstraße 7 (im amerikanischen Sektor). Dort gab er wieder Zeitschriften und Bücher heraus.  
Seit etwa 1950 gab es außerdem einen Verlag Dr. Paul Schöps in Frankfurt am Main, der offenbar auch von ihm geleitet wurde. Dieser hatte Filialen in Wien, Zürich und Koblenz. Seit etwa 1970 wurde dort auch Leipzig als Verlagsstandort genannt. 
Paul Schöps war somit wahrscheinlich der einzige Verleger in der DDR, der über lange Zeit auch einen Verlag im westlichen Ausland hatte.
Er führte den Hermelin-Verlag Dr. Paul Schöps in Leipzig bis zu seinem Tod 1986. 1987 wurde dieser aus dem Handelsregister gelöscht.

## Publikationen (Auswahl)

### Dr. Paul Schöps 1937–1944
Im Verlag Dr. Paul Schöps in Leipzig erschienen Bücher über Fellkunde, Wildsäugetiere,  Hundeforschung, hygienische Zoologie und weiteres.
Außerdem gab es die Zeitschrift  Hermelin, „das führende Pelzmodellblatt mit größter internationaler Verbreitung“, sowie zeitweise die Pelzfachzeitschriften „La Peleteria de Leipzig“ in spanischer Sprache und „Pellicce di Lipsia“ in italienischer Sprache. 

Die Zeitschrift Rauchwarenmarkt stellte erst am 30. September 1944 ihr Erscheinen „für die Dauer des Krieges“ ein. „Es werden dabei weitere Kräfte für die Wehrmacht und die Rüstung frei. [...] Mit unserem zuversichtlichen Glauben an den Sieg verbinden wir die Hoffnung, unsere Zeitschrift nach dem Siege allen Beziehern wieder in gewohnter Weise liefern zu können.“

### Hermelin-Verlag Dr. Paul Schöps 1947–1986
Ab 1947 erschien wieder die Pelzmodellzeitschrift „Hermelin“, sowie später „Das Pelzgewerbe“, das alle Fachgebiete des Rauchwarenhandels, der Kürschnerei, der Pelztier- und Fellkunde, der Veredlung und der Pelztierzucht umfasste und in dieser Form weltweit wahrscheinlich  einmalig war.
Außerdem wurden Bücher zu verschiedenen Themen herausgegeben, darunter Wörterbücher zur Pelzbranche in russischer und tschechischer Sprache und die Schriftenreihe Technik der Kürschnerei. 